# Cejhae Greene
Cejhae Greene (ur. 6 października 1995 w Saint John’s) – antiguańsko-barbudzki lekkoatleta specjalizujący się w biegach sprinterskich.
W 2011 bez awansu do finału startował na mistrzostwach świata juniorów młodszych. Podwójny brązowy medalista środkowoamerykańskiego czempionatu juniorów (2012). W tym samym roku na eliminacjach zakończył występ podczas mistrzostw świata juniorów w Barcelonie. Piąty zawodnik biegu na 100 metrów podczas światowego czempionatu juniorów w Eugene (2014). Uczestnik igrzysk Wspólnoty Narodów (2014) oraz igrzysk panamerykańskich (2015). W 2016 reprezentował Antiguę i Barbudę na igrzyskach olimpijskich w Rio de Janeiro, podczas których indywidualnie dotarł do półfinału biegu na 100 metrów. Rok później na tej samej fazie zakończył występ w mistrzostwach świata w Londynie.
Medalista mistrzostw Antigui i Barbudy.

## Osiągnięcia
| Rok  | Impreza                                           | Miejsce         | Konkurencja             | Lokata     | Wynik |
| ---- | ------------------------------------------------- | --------------- | ----------------------- | ---------- | ----- |
| 2011 | Mistrzostwa świata juniorów młodszych             | Lille Metropole | bieg na 100 metrów      | eliminacje | 10,94 |
| 2011 | Mistrzostwa świata juniorów młodszych             | Lille Metropole | bieg na 200 metrów      | eliminacje | 21,81 |
| 2011 | Mistrzostwa panamerykańskie juniorów              | Miramar         | bieg na 200 metrów      | eliminacje | 21,53 |
| 2011 | Mistrzostwa panamerykańskie juniorów              | Miramar         | sztafeta 4 × 100 metrów | 5. miejsce | 41,45 |
| 2012 | Mistrzostwa Ameryki Śr. i Karaibów juniorów (U18) | San Salvador    | bieg na 100 metrów      | 3. miejsce | 10,58 |
| 2012 | Mistrzostwa Ameryki Śr. i Karaibów juniorów (U18) | San Salvador    | bieg na 200 metrów      | 3. miejsce | 21,14 |
| 2012 | Mistrzostwa świata juniorów                       | Barcelona       | bieg na 100 metrów      | półfinał   | 10,55 |
| 2012 | Mistrzostwa świata juniorów                       | Barcelona       | bieg na 200 metrów      | półfinał   | DNS   |
| 2014 | Mistrzostwa świata juniorów                       | Eugene          | bieg na 100 metrów      | 5. miejsce | 10,43 |
| 2014 | Igrzyska Wspólnoty Narodów                        | Glasgow         | sztafeta 4 × 100 metrów | 7. miejsce | 40,45 |
| 2015 | Igrzyska panamerykańskie                          | Toronto         | sztafeta 4 × 100 metrów | –          | DQ    |
| 2016 | Młodzieżowe mistrzostwa NACAC                     | San Salvador    | bieg na 100 metrów      | –          | DQ    |
| 2016 | Igrzyska olimpijskie                              | Rio de Janeiro  | bieg na 100 metrów      | półfinał   | 10,13 |
| 2016 | Igrzyska olimpijskie                              | Rio de Janeiro  | sztafeta 4 × 100 metrów | eliminacje | 38,44 |
| 2017 | Mistrzostwa świata                                | Londyn          | bieg na 100 metrów      | półfinał   | 10,64 |
| 2018 | Igrzyska Wspólnoty Narodów                        | Gold Coast      | bieg na 100 metrów      | półfinał   | 10,39 |
| 2018 | Igrzyska Ameryki Środkowej i Karaibów             | Barranquilla    | bieg na 100 metrów      | 3. miejsce | 10,16 |
| 2019 | Igrzyska panamerykańskie                          | Lima            | bieg na 100 metrów      | 3. miejsce | 10,23 |
| 2019 | Mistrzostwa świata                                | Doha            | bieg na 100 metrów      | eliminacje | 10,33 |
| 2021 | Igrzyska olimpijskie                              | Tokio           | bieg na 100 metrów      | eliminacje | 10,25 |
| 2022 | Mistrzostwa świata                                | Eugene          | bieg na 100 metrów      | eliminacje | 10,17 |
| 2022 | Igrzyska Wspólnoty Narodów                        | Birmingham      | bieg na 100 metrów      | półfinał   | 10,45 |
| 2022 | Mistrzostwa NACAC                                 | Freeport        | bieg na 100 metrów      | 4. miejsce | 10,17 |
| 2023 | Igrzyska Ameryki Środkowej i Karaibów             | San Salvador    | bieg na 100 metrów      | 4. miejsce | 10,43 |
| 2023 | Mistrzostwa świata                                | Budapeszt       | bieg na 100 metrów      | eliminacje | 10,23 |
| 2024 | Igrzyska olimpijskie                              | Paryż           | bieg na 100 metrów      | eliminacje | 10,17 |

## Rekordy życiowe
- bieg na 60 metrów (hala) – 6,61 (2018)
- Bieg na 100 metrów – 10,00 (2018) / 9,94w (2019)
- Bieg na 200 metrów – 20,59 (2017)